# Sveriges ambassad i Peking
Sveriges ambassad i Peking är Sveriges diplomatiska beskickning i Kina som är belägen i landets huvudstad Peking. Beskickningen består av en ambassad, ett antal svenskar utsända av Utrikesdepartementet (UD) och lokalanställda. Ambassadör sedan 2023 är Per Augustsson. Ambassaden är belägen i Chaoyang-distriktet. Utöver ambassaden har Sverige generalkonsulat i Hongkong och Shanghai. Ambassadens verksamhetsområde omfattar även Mongoliet; ambassadören är sidoackrediterad i Ulan Bator.

## Historia
Sveriges diplomatiska representation går tillbaka till det generalkonsulat som etablerades i Shanghai på 1800-talet. Från 1933 var innehavaren av generalkonsulsbefattningen även tillförordnad chargé d'affaires i Republiken Kina. Johan Beck-Friis blev Sveriges första sändebud i Kina från 1 juli 1937. Efter Beck-Friis lämnade 1939 så stod Sverige utan diplomatiska förbindelser med den kinesiska nationalregeringen i några år. I december 1943 utnämndes Sven Allard till Sveriges förste diplomat i det fria Kinas huvudstad Chongqing. Kvar i Shanghai fanns numera endast en konsulär representation. Beskickningen var baserad i Chongqing 1944-1945 innan man omlokaliserade till Nanjing 1946. Mellan 1947 och 1948 var beskickningen belägen i Shanghai. 1947-1948 blev det svenska sändebudet sidoackrediterad i Manila och Bangkok.
I maj 1950 upprättade Sverige och Folkrepubliken Kina diplomatiska förbindelser. Sverige var det första västerländska landet som upprättade sådana förbindelser med den nybildade folkrepubliken och av denna anledning beslutade Mao Zedong att personligen ta emot den svenska ambassadören Torsten Hammarström när han presenterade sina kreditivbrev den 13 juni 1950, vilket var ganska ovanligt, och ett tecken på att Kina fäste stor vikt vid detta diplomatiska genombrott.
I september 1950 rapporterades det att ambassaden haft svårt att få sina kontors- och bostadsproblem lösta på ett tillfredsställande sätt och hade nu hyrt ett hus som rymmer både kanslilokaler och bostad för ambassadör Hammarström.
Från 1951 fanns beskickningen och dess kansli beläget i Peking men ett konsulat/beskickningskansli fanns fortfarande kvar i Shanghai.
Den 9 november 1970 överlämnade Byggnadsstyrelsen ett förslag till regeringen om att Sverige skulle bygga en egen ambassad i Peking. Sju miljoner kronor skulle den nya ambassaden kosta, och någon gång i mitten av 1972 skulle den vara klar. Ambassadör Arne Björnberg och den övriga ambassadpersonalen huserade vid tillfället i en hyrd byggnad. Den börjar bli utsliten, och en ny ambassad hade varit påtänkt under ett par år. Den nya ambassaden skulle innehålla kontor och dessutom bostäder åt ambassadpersonalen. Den ritades av svenska arkitekter och började, enligt avtal med svenska staten, byggas av kineser i januari 1971.
Ambassaden liksom resten av Peking skakades av Kinas genom tidernas dödligaste jordbävning i juli 1976. Ambassadrådet Åke Berg och andra svenska ambassadtjänstemän tog sin tillflykt, liksom 6 miljoner människor i staden, till gatan och bodde i tält, då efterskalv skedde flera gånger om dagen i minst en veckas tid och det var risk för ras.

## Verksamhet
Ambassaden i Peking består av flera olika avdelningar; Politiska sektionen, Ekonomiska sektionen, Press-, informations- och kultursektionen, Sektionen för utvecklingssamarbete, Migrationsavdelningen, Konsulära och administrativa avdelningen och Försvarsavdelningen. Ambassaden inhyser även Exportrådet.

## Byggnader

### 1944–1970-talet
Beskickningen var baserad i Chongqing 1944-1945 innan man omlokaliserade till Nanjing 1946. Mellan 1947 och 1948 var den beläget på adressen 9, Nan-Whangputan, Shanghai. År 1949 hade man flyttat till 9, Chung Shan Lu, Eastern (II), Shanghai 13 och 1950 till Cathay Mansions, Shanghai 13. År 1951 omlokaliserades ambassaden till Peking. Ett bekickningskansli kvarstod i Shanghai som 1951–1955 var beläget på adressen 9, Chung Shan Lu (E 2), Shanghai 13.
Kansliet var åren 1951–1952 beläget på adressen 8 D, Nan Ho Yen, Peking, åren 1953–1967 på adressen 17, Ma Chiao Miao, Peking och åren 1968–1975 på adressen 22, Sanlitun, Peking.
Residenset var åren 1951–1964 beläget på adressen 8 E, Nan Ho Yen, Peking, och åren 1965–1968 var man beläget på adressen 8E, Dong’Anmen Nanjie.
Sedan 1976 är kansliet och residenset beläget på adressen 3, Dongzhimenwai Dajie i Sanlitun i Chaoyang District.

### 1970-talet till idag
Uppförandet av de svenska ambassadbyggnaderna pågick mellan september 1971 och oktober 1972. Arkitekter var Nils Ahrbom och Hando Kask. Konferenssalen Hedinhallen byggdes och ett mindre bostadshus med två små lägenheter. Arkitekten för dessa tillbyggnader var Mats Egelius. År 2003 gjordes en tillbyggnad och ombyggnad för viseringskontoret efter ritningar av arkitekten Gunnar Åsell. Ambassadstomten ligger i diplomatområdet nr 2, San Li Tun, i den nordöstra delen av staden. I området finns flera hotell och kontorsbyggnader samt ambassader, kanslier och residens.
- Byggår: 1971–1972, tillbyggnader 1991 och 1998
- Arkitekter: Nils Ahrbom och Hando Kask, tillbyggnader 1991 Hando Kask och 1998 Mats Egelius
- Besöksadress: 3 Dongzhimenwai Avenue, Sanlitun, Chaoyang District
- Hyresgäst: Utrikesdepartementet
- Förvaltare: Helen Axelsson, Statens fastighetsverk

## Beskickningschefer
| Namn                      | Period    | Funktion               | Ackreditering                                                                  | Plats   |
| ------------------------- | --------- | ---------------------- | ------------------------------------------------------------------------------ | ------- |
| Gustaf Oscar Wallenberg   | 1907–1920 | Envoyé                 | Sidoackrediterad från ambassaden i Tokyo.                                      |         |
| David Bergström           | 1918–1920 | Envoyé t.f.            | Sidoackrediterad från ambassaden i Tokyo.                                      |         |
| David Bergström           | 1920–1922 | Envoyé                 | Sidoackrediterad från ambassaden i Tokyo.                                      |         |
| Oskar Ewerlöf             | 1922–1928 | Envoyé                 | Sidoackrediterad från ambassaden i Tokyo.                                      |         |
| Johan Hultman             | 1929–1936 | Envoyé                 | Sidoackrediterad från ambassaden i Tokyo.                                      |         |
| Johan Hugo Beck-Friis     | 1937–1939 | Envoyé                 |                                                                                |         |
| Sven Allard               | 1944–1947 | Envoyé                 |                                                                                |         |
| Henrik Ramel              | 1947–1948 | T.f. Chargé d’affaires |                                                                                |         |
| Torsten Hammarström       | 1947–1950 | Ambassadör             | Sidoackrediterad i Bangkok och Manila.                                         | Nanking |
| Torsten Hammarström       | 1950–1951 | Ambassadör             | Sidoackrediterad i Bangkok och Manila.                                         | Peking  |
| Staffan Söderblom         | 1951–1952 | Ambassadör             |                                                                                |         |
| Tor Hugo Wilhelm Wistrand | 1952–1956 | Ambassadör             | Sidoackrediterad i Bangkok 1953-1956.                                          |         |
| Klas Böök                 | 1956–1961 | Ambassadör             |                                                                                |         |
| Nils Per Kjell Öberg      | 1961–1962 | Ambassadör             |                                                                                |         |
| Lennart Petri             | 1963–1969 | Ambassadör             |                                                                                |         |
| Arne Björnberg            | 1969–1974 | Ambassadör             | Sidoackrediterad till Phnom Penh och Hanoi 1969–1972 samt Pyongyang 1973–1974. |         |
| Kaj Björk                 | 1975–1980 | Ambassadör             | Sidoackrediterad till Phnom Penh (till 1979) och Pyongyang.                    |         |
| Sten Sundfeldt            | 1980–1982 | Ambassadör             |                                                                                |         |
| Lars Bergquist            | 1982–1988 | Ambassadör             |                                                                                |         |
| Björn Skala               | 1988–1992 | Ambassadör             | Sidoackrediterad till Ulan Bator och Pyongyang.                                |         |
| Sven Linder               | 1992–1997 | Ambassadör             | Sidoackrediterad till Ulan Bator och Pyongyang.                                |         |
| Kjell Anneling            | 1997–2002 | Ambassadör             |                                                                                |         |
| Börje Ljunggren           | 2002–2006 | Ambassadör             | Sidoackrediterad till Ulan Bator.                                              |         |
| Mikael Lindström          | 2006–2010 | Ambassadör             | Sidoackrediterad till Ulan Bator.                                              |         |
| Lars Fredén               | 2010–2016 | Ambassadör             | Sidoackrediterad till Ulan Bator.                                              |         |
| Anna Lindstedt            | 2016–2019 | Ambassadör             |                                                                                |         |
| Helena Sångeland          | 2019–2023 | Ambassadör             |                                                                                |         |
| Per Augustsson            | 2023–idag | Ambassadör             |                                                                                |         |

## Fotnot
1. ↑  Fram till 1971 var adressen 22 Sanlitun, Peking[23] och från 1972 till 1975 angavs adressen endast som Sanlitun, Peking.[24][22]